# Quận Pottawatomie, Kansas
Quận Pottawatomie là một quận thuộc tiểu bang Kansas, Hoa Kỳ. Theo điều tra dân số năm 2000 của Cục điều tra dân số Hoa Kỳ, quận có dân số 18.209 người.

## Địa lý

### Quận giáp ranh
- Quận Marshall (bắc)
- Quận Nemaha (đông bắc)
- Quận Jackson (đông)
- Quận Shawnee (đông nam)
- Quận Wabaunsee (nam)
- Quận Riley (tây)